# Hans Bischoff (Pianist)

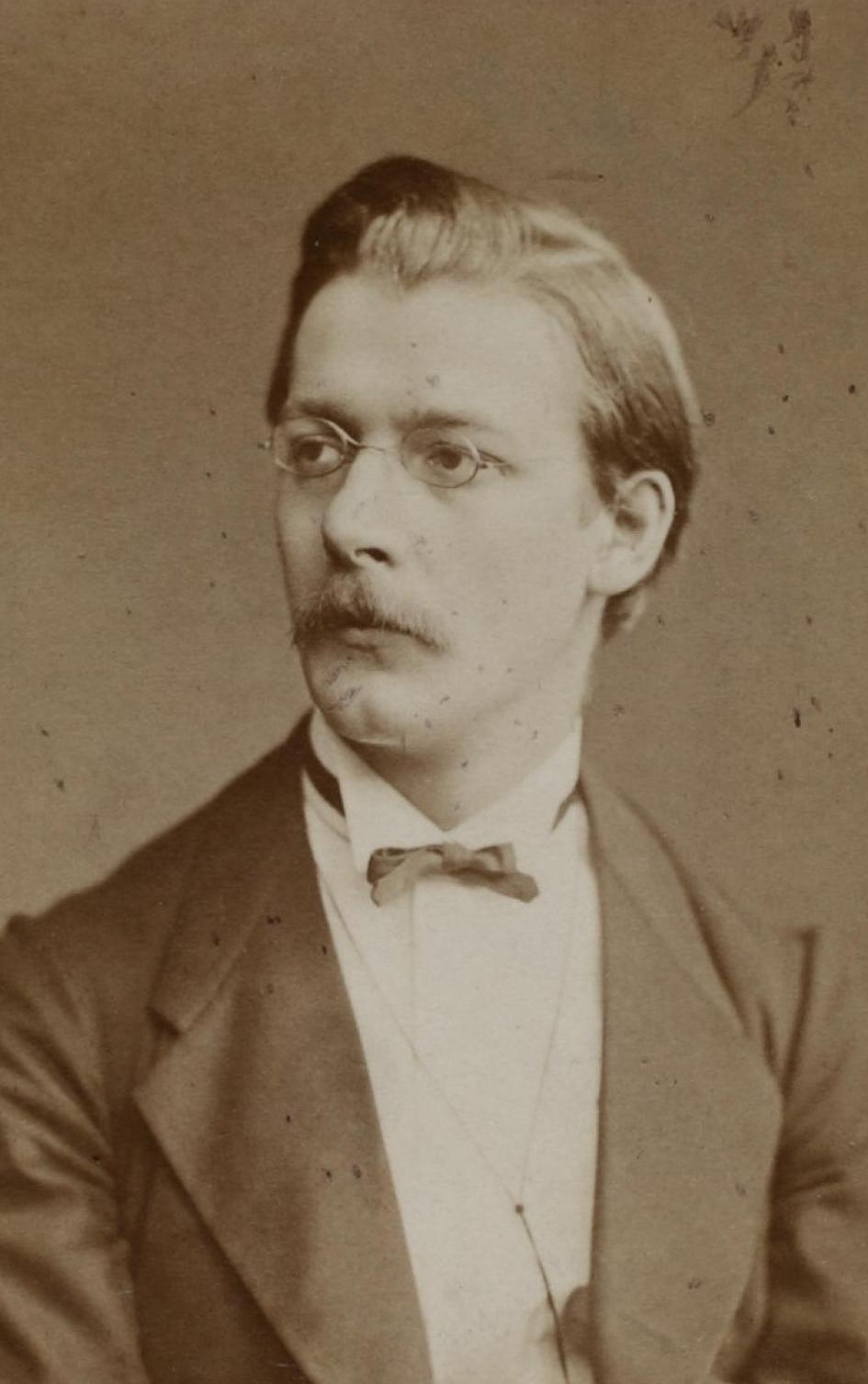
Hans Bischoff, Foto von Julius Cornelius Schaarwächter

Hans Bischoff (* 17. Februar 1852 in Berlin; † 12. Juni 1889 in Niederschönhausen bei Berlin) war ein deutscher Pianist, Klavierlehrer und Herausgeber. 

## Leben und Wirken
Bischoff wurde von Theodor Kullak und Richard Wüerst in Berlin ausgebildet. Dort studierte er auch Philosophie und moderne Sprachen – die Promotion erfolgte 1873 in Göttingen mit einer Arbeit über Bernard de Ventadorn. Ab 1873 wirkte er als Lehrer für Klavier (später auch Musiktheorie) in Berlin, erst an Theodor Kullaks Neuer Akademie der Tonkunst, dann am Stern’schen Konservatorium. Auf der Bühne trat er vor allem kammermusikalisch in Erscheinung, an der Sing-Akademie zu Berlin war er Mitveranstalter einer Konzertreihe. Bleibende Bedeutung hat sich Bischoff aber durch seine herausgeberische Tätigkeit erworben.
Hans Bischoff starb 1889 im Alter von 37 Jahren und wurde auf dem Luisenstädtischen Friedhof in Berlin-Kreuzberg beigesetzt. Sein Grab ist nicht erhalten geblieben.

## Veröffentlichungen
Der Herausgeber Bischoff „war ein Phänomen in Bezug auf Genauigkeit“; seine kritischen Ausgaben im Steingräber-Verlag sind „noch heute von großer Bedeutung, weil er als erster alle wichtigen Varianten im Vorwort oder in Fußnoten anführte“; editorische Zusätze sind „durch Dünndruck und Kleindruck so deutlich vom Originaltext unterschieden, daß eine Verwechslung unmöglich ist“. Im Einzelnen erschienen
- Ausgewählte Klavier-Kompositionen von Georg Friedrich Händel (1880),
- Klavier-Werke in sieben Bänden von Johann Sebastian Bach (1880–1888),
- 50 Etüden aus dem „Gradus ad Parnassum“, 12 ausgewählte Sonaten für Pianoforte und 12 Sonatinen für Pianoforte von Muzio Clementi (1888–1893),
- Ausgewählte Klavier-Kompositionen von Franz Schubert und Carl Maria von Weber (jeweils 1893) und
- Sämtliche Sonaten, Fantasien und Rondos für Pianoforte von Wolfgang Amadeus Mozart (1894).[4]

Als Theodor Kullak wegen „überbürdeter Thätigkeit“ die Schrift Die Aesthetik des Klavierspiels seines verstorbenen Bruders Adolph Kullak nicht selbst neu herausbringen konnte, bat er seinen Schüler Bischoff, die Redaktion zu übernehmen. 1876 verantwortete Bischoff die „zweite umgearbeitete Auflage“ dieser „geistvollen Methodik des Klavierspiels“, 1889 ließ er eine „dritte umgearbeitete Auflage“ folgen.